# 吹上御苑

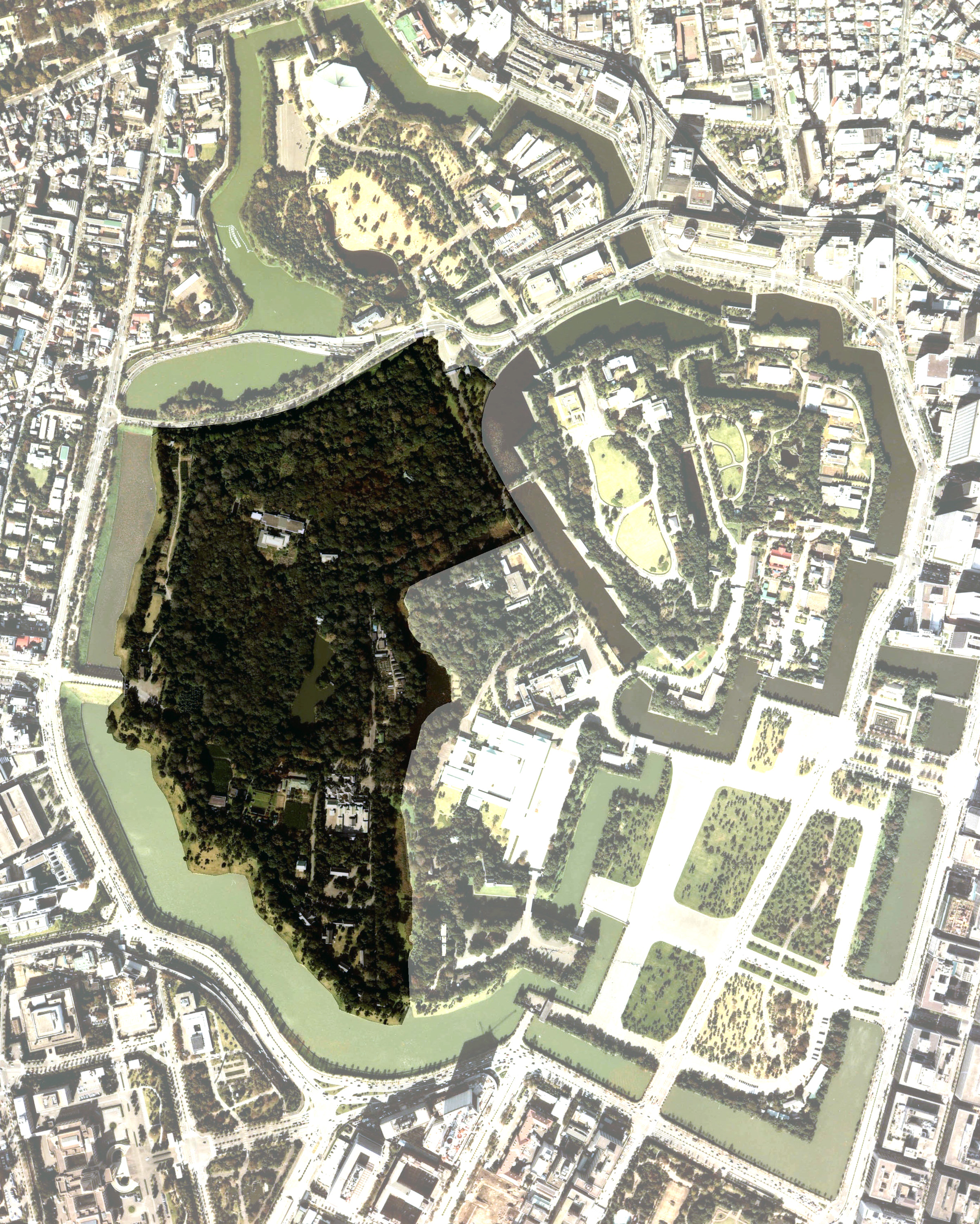
深色部分是吹上御苑

吹上御苑（日语：ふきあげぎょえん）是日本皇居（東京都千代田區千代田）吹上地區的御苑。境內大部分是森林，其中有部分是御所等建築。第126代天皇德仁、雅子皇后、愛子內親王居住的御所亦位於吹上御苑。這一地區在江戶時代建有日本庭園。明治維新後這裡一度荒廢，此後建有高爾夫球場。1937年後，昭和天皇廢止了高爾夫球場並希望維持自然風貌，故逐漸形成為森林。由於人工建築物相對較少，故自然景觀較為豐富，並且觀測到了珍稀植物。

## 外部連結
- 皇居吹上御苑での自然観察会 （页面存档备份，存于）